# Gesualdo Bufalino
Gesualdo Bufalino (Comiso, Ragusa), 15 de noviembre de 1920 - Vittoria, 14 de junio de 1996) fue un escritor italiano, que empezó a publicar en 1981.

## Biografía

### Infancia y primeros estudios
Lector voraz desde la infancia, Gesualdo Bufalino, hijo de un modesto obrero, hace sus estudios secundarios en Ragusa, a catorce km de Comiso, y en 1936 regresa a su ciudad natal para trabajar como profesor de Letras. 
En 1939 gana un premio de composición en prosa latina en la región de Sicilia, gracias al cual, junto al resto de premiados de las otras regiones italianas, es recibido por Benito Mussolini en el Palazzo Venezia de Roma.

### La Universidad y la II Guerra Mundial
Se inscribe sucesivamente en las facultades de Filosofía y Letras de Catania y de Palermo, pero en el 1942 interrumpe sus estudios porque es llamado a filas. En 1943, en el Friul, fue capturado por los alemanes, pero consiguió huir al poco tiempo y refugiarse en casa de unos amigos en la Emilia-Romaña, donde sobrevive dando clases particulares. 
En 1944 enferma de tuberculosis y ha de pasar una larga convalecencia, primero en Scandiano, donde dispuso de una imponente biblioteca, y después de la Liberación de Italia, en un sanatorio cercano a Palermo, que abandonará -completamente restablecido- en 1946. El tiempo que permaneció ingresado fue para él una dura prueba que le dejó recuerdos indelebles de sufrimiento y que le servirá como fundamento para la escritura de su primera novela, Perorata del apestado (Diceria dell'untore), que no se publicará hasta 1981. Terminará sus estudios y se licenciará en letras en el Ateneo de Palermo.

### Primeras publicaciones
Entre 1946 y 1948 publica en dos periódicos lombardos, "L'Uomo" y "Democrazia", un conjunto de obras líricas y en prosa. En 1956 colabora con algún poema en el "Terzo Programma" de la RAI. A pesar de su relativo éxito, renuncia a una carrera literaria pública para dedicarse a una vida sencilla y escribir casi en secreto. Desde 1947 hasta su jubilación, se dedica a la docencia en un instituto de secundaria, sin abandonar, salvo brevísimos periodos, su ciudad natal, Comiso.

### Perorata del apestado
Hacia 1950 comienza a trabajar en un proyecto de novela y abandona momentáneamente su actividad poética. La novela, con el tiempo, será su primer libro, Perorata del apestado. No lo termina hasta 1971 y lo publicará una década después (1981 gracias al empeño de Leonardo Sciascia y de Elvira Sellerio). La novela tendrá un gran éxito inmediato y ganará el Premio Campiello. En 1990 se adaptará al cine dirigido por Beppe Cino, con la actuación de Remo Girone, Lucrezia Lante della Rovere, Franco Nero, Vanessa Redgrave y Fernando Rey.

### Los últimos años
Tras Perorata del apestado, Bufalino emprendió una prolífica y brillante carrera que se interrumpió dramáticamente en 1996, cuando murió en Comiso a consecuencia de un terrible accidente de circulación cerca de Comiso.

## Traducciones al castellano
Novela
- Diceria dell' untore, 1981 (Perorata del apestado, Anagrama, 1983)
- Argo il cieco ovvero i sogni della memoria, 1984 (Argos el ciego: o bien, Los sueños de la memoria, Anagrama, 1987)
- Le Menzogne della notte, 1988 (Las mentiras de la noche, Anagrama, 1989)
- Calende greche, frammenti di una vita immaginaria, 1990 (Calendas griegas: fragmentos de una vida imaginaria, Anagrama, 1993)
- Il guerrin meschino, 1991 (El guerrín mezquino, Norma, 1998)
- Qui pro quo, 1991 (Qui pro quo, Anagrama, 1992)
- Tommaso e il fotografo ciegco ovvero il patatrac, 1996 (Tommaso y el fotógrafo ciego, Norma, 1996)

Poesía
- Museo d'ombre, 1982 (Museo de sombras, Aldus, 2009

Cuento
- L'uomo invaso e altre invenzioni, 1986 (El hombre invadido y otras invenciones, Anagrama, 1989)

Aforismos
- Il malpensante, lunario dell'anno che fu 1987 (El malpensante: lunario del año que pasó, Norma, 1995)
- Bluff di parole, 1994 (Bluf de palabras, Norma, 1998)

Ensayo
- ‘’Le ragioni dello scrivere’’ (‘’Las razones de la escritura’’) del libro ‘’Cere perse’’. En: ‘’Hablar de poesía’’, Año 1, Nro. 1, junio 1999. Grupo Editor Latinoamericano, Buenos Aires.